# Karukerana
Karukerana is een geslacht van rechtvleugeligen uit de familie sabelsprinkhanen (Tettigoniidae). De wetenschappelijke naam van dit geslacht is voor het eerst geldig gepubliceerd in 1965 door Bonfils.

## Soorten
Het geslacht Karukerana  is monotypisch en omvat slechts de volgende soort:
- Karukerana aguilari (Bonfils, 1965)